# نووا چرنا
نووا چرنا (به بلغاری: Nova Cherna) یک منطقهٔ مسکونی در بلغارستان است که در توتراکان، استان سیلیسترا واقع شده‌است.
 نووا چرنا  ۱٬۹۸۶ نفر جمعیت دارد و ۲۶ متر بالاتر از سطح دریا واقع شده‌است.